# Ylvis
Ylvis là cặp đôi nghệ sĩ hài người Na Uy gồm hai anh em Vegard Ylvisåker và Bård Ylvisåker. Họ ra mắt vào năm 2000 và từ đó đã có một chuỗi các chương trình tạp kĩ, buổi diễn hài, chương trình truyền hình, chương trình phát thanh và video âm nhạc. Hiện tại họ đàn làm người dẫn chương trình cho một chương trình đàm thoại nổi tiếng của Na Uy tên I kveld med Ylvis (Chuyện tối cùng Ylvis). Bài hát cũng như video âm nhạc The fox (What does the fox say) mà họ sáng tác và quay phim cho talk show này đã trở nên rất phổ biến trên YouTube từ khoảng tháng 09 năm 2013, hướng sự chú ý của toàn thế giới tới anh em họ. Video này đã đạt được cột mốc hơn 1 tỷ lượt xem trên Youtube vào tháng 11 năm 2021.